# Classificação nacional por títulos no voleibol de Portugal
A classificação nacional por títulos no voleibol de Portugal é uma listagem que considera os títulos nacionais e internacionais oficiais dos clubes portugueses em competições seniores (1ª divisão) masculinas na modalidade.

## Classificação de títulos
(Informação atualizada a 7 de maio de 2022)
1º - SL Benfica: 40 Títulos (10 Campeonatos Nacionais, 19 Taças de Portugal e 11 Supertaças Nacionais);
2º - SC Espinho: 36 Títulos (1 Taça CEV, 18 Campeonatos Nacionais, 12 Taças de Portugal e 5 Supertaças Nacionais);
3º - FC Porto: 15 Títulos (9 Campeonatos Nacionais e 6 Taças de Portugal);
4º - A.E.I.S. Técnico: 14 Títulos (13 Campeonatos Nacionais e 1 Taça de Portugal);
4º - Castêlo da Maia GC: 14 Títulos (4 Campeonatos Nacionais, 5 Taças de Portugal e 5 Supertaças Nacionais);
6º - Sporting CP: 13 Títulos (6 Campeonatos Nacionais, 4 Taças de Portugal e 3 Supertaças Nacionais).